# Burmeistera ignimontis
Burmeistera ignimontis är en klockväxtart som beskrevs av Franz Elfried Wimmer. Burmeistera ignimontis ingår i släktet Burmeistera och familjen klockväxter. IUCN kategoriserar arten globalt som starkt hotad.
Artens utbredningsområde är Ecuador. Inga underarter finns listade i Catalogue of Life.